# Primer Combate del Puente Purhuay
El primer combate del Puente Purhuay fue un enfrentamiento armado producido en la quebrada del Rímac, en el puente Purhuay, el 15 de agosto de 1881. Se enfrentaron fuerzas chilenas al mando de Letellier y Bouquet contra las fuerzas peruanas del batallón Zepita (creado tan sólo días antes) comandado por el teniente coronel Mariano Villegas y las guerrillas dirigidas por el coronel Manuel Tafur.

## Antecedentes
El 15 de abril de 1881, el teniente coronel Ambrosio Letellier es enviado junto a 1.932 efectivos a combatir a los de la resistencia de la Breña. En el transcurso de la correría, Letellier cometió numerosos abusos y robos de dinero en Cerro de Pasco, Vilcabamba, Cuchis, Viscas, etc.
El 9 de agosto de 1881, el batallón Junín y los guerrilleros ocuparon Purhuay, incorporándose el día 11 el batallón Ica. El día anterior, por una orden general que el batallón Junín se denominase en adelante Zepita, en honor al batallón que tan bizarramente luchó en la batalla de Tarapacá.
El 15 de agosto, los jefes chilenos Letellier y Bouquet, al mando de las numerosas fuerzas que tenían a sus órdenes, hicieron el último esfuerzo para recuperar su dominio en la quebrada de Huarochirí, antes de regresar a Lima.

## El combate
Empleando la fuerte artillería con que contaban, las fuerzas chilenas intentaron tomar el puente de Purhuay, verificando el ataque por diversos puntos; pero fueron rechazados por el batallón Zepita, al mando del teniente coronel Villegas y las guerrillas a órdenes del coronel Manuel Tafur.
Después de haber sostenido un nutrido fuego por más de media hora, descargado 19 tiros de cañón, intentaron flanquear por el lado derecho las fuerzas peruanas, movimiento que fue impedido oportunamente por haber ordenado el coronel Tafur al teniente coronel Villegas se posesionase del cerro El Guayabo, asegurando de esta manera su retaguardia. Sin haber ocasionado bajas a los peruanos y consumido gran parte de sus municiones, las fuerzas chilenas emprendieron la retirada.

## Consecuencias
El 18 el batallón Zepita acampó dos cuadras antes del puente de Purhuay, pasando las guerrillas a ocupar la hacienda de Huachipa. El 22 abandonó el ejército chileno Chosica, el 23 pasó a acantonarse el batallón Zepita a la hacienda de Santa Ana y el 25 estableció su campamento el batallón Ica en la de Huachipa, ocupando las guerrillas los puntos más avanzados.